# Euryproctus maidli
Euryproctus maidli är en stekelart som beskrevs av Heinrich Habermehl 1926.
Euryproctus maidli ingår i släktet Euryproctus och familjen brokparasitsteklar. Inga underarter finns listade i Catalogue of Life.